# Энтё
Энтё (яп. 延長 энтё:, долгая продолжительность) — девиз правления (нэнго) японских императоров Дайго и Судзаку, использовавшийся с 923 по 931 год .

## Продолжительность
Начало и конец эры:
- 11-й день 4-й луны 23-го года Энги (по юлианскому календарю — 29 мая 923 года);
- 26-й день 4-й луны 9-го года Энтё (по юлианскому календарю — 16 мая 931 года).

## Происхождение
Название нэнго было заимствовано из 1-го цзюаня классического древнекитайского сочинения «Вэньсюань»:「彰皇徳兮、周成、永延長兮膺天慶」.

## События
- 929 год (8-я луна 7-го года Энтё) — на страну обрушились наводнения, приведшие к крупным человеческим жертвам[6];
- 24 июля 930 года (26-й день 6-й луны 8-го года Энтё) — в Хэйан-кё пришла огромная чёрная грозовая туча со склонов горы Атаго, сопровождаемая страшным громом. Молния ударила в императорский дворец и поразила старшего советника Фудзивару-но Киёцуру (также известного как Миёси-но Киёюки), Тайру-но Марэйо и других служащих, чьи тела после этого были уничтожены пожаром. Смерти были истолкованы как акт мести духа умершего в изгнании Сугавары-но Митидзанэ[6];
- 16 октября 930 года (22-й день 9-й луны 8-го года Энтё) — император Дайго заболел и, опасаясь за свою жизнь, отрёкся от престола. Трон перешёл к его сыну, который через некоторое время взошёл на престол как император Судзаку[7];
- 23 октября 930 года (29-й день 9-й луны 8-го года Энтё) — император Дайго постригся в буддийские монахи под именем Конгохо[1], но скоропостижно скончался в возрасте 46 лет[6]. Бывший император был похоронен в стенах святилища Дайго-дзи (яп. 醍醐寺)[6].

## Сравнительная таблица
Ниже представлена таблица соответствия японского традиционного и европейского летосчисления. В скобках к номеру года японской эры указано название соответствующего года из 60-летнего цикла китайской системы гань-чжи. Японские месяцы традиционно названы лунами.
| 1-й год Энтё (Водяная Коза)         | 1-я луна       | 2-я луна*  | 3-я луна  | 4-я луна  | 4-я луна* (високосная) | 5-я луна               | 6-я луна*  | 7-я луна*   | 8-я луна              | 9-я луна*  | 10-я луна  | 11-я луна*   | 12-я луна                |
| ----------------------------------- | -------------- | ---------- | --------- | --------- | ---------------------- | ---------------------- | ---------- | ----------- | --------------------- | ---------- | ---------- | ------------ | ------------------------ |
| Юлианский календарь                 | 20 января 923  | 19 февраля | 20 марта  | 19 апреля | 19 мая                 | 17 июня                | 17 июля    | 15 августа  | 13 сентября           | 13 октября | 11 ноября  | 11 декабря   | 9 января 924             |
| 2-й год Энтё (Деревянная Обезьяна)  | 1-я луна*      | 2-я луна   | 3-я луна  | 4-я луна* | 5-я луна               | 6-я луна               | 7-я луна*  | 8-я луна*   | 9-я луна              | 10-я луна* | 11-я луна  | 12-я луна*   |                          |
| Юлианский календарь                 | 8 февраля 924  | 8 марта    | 7 апреля  | 7 мая     | 5 июня                 | 5 июля                 | 4 августа  | 2 сентября  | 1 октября             | 31 октября | 29 ноября  | 29 декабря   |                          |
| 3-й год Энтё (Деревянный Петух)     | 1-я луна       | 2-я луна*  | 3-я луна  | 4-я луна* | 5-я луна               | 6-я луна               | 7-я луна*  | 8-я луна    | 9-я луна*             | 10-я луна  | 11-я луна  | 12-я луна*   | 12-я луна (високосная) * |
| Юлианский календарь                 | 27 января 925  | 26 февраля | 27 марта  | 26 апреля | 25 мая                 | 24 июня                | 24 июля    | 22 августа  | 21 сентября           | 20 октября | 19 ноября  | 19 декабря   | 17 января 926            |
| 4-й год Энтё (Огненная Собака)      | 1-я луна       | 2-я луна*  | 3-я луна  | 4-я луна* | 5-я луна               | 6-я луна*              | 7-я луна   | 8-я луна    | 9-я луна*             | 10-я луна  | 11-я луна  | 12-я луна*   |                          |
| Юлианский календарь                 | 15 февраля 926 | 17 марта   | 15 апреля | 15 мая    | 13 июня                | 13 июля                | 11 августа | 10 сентября | 10 октября            | 8 ноября   | 8 декабря  | 7 января 927 |                          |
| 5-й год Энтё (Огненная Свинья)      | 1-я луна*      | 2-я луна   | 3-я луна* | 4-я луна  | 5-я луна*              | 6-я луна*              | 7-я луна   | 8-я луна    | 9-я луна              | 10-я луна* | 11-я луна  | 12-я луна    |                          |
| Юлианский календарь                 | 5 февраля 927  | 6 марта    | 5 апреля  | 4 мая     | 3 июня                 | 2 июля                 | 31 июля    | 30 августа  | 29 сентября           | 29 октября | 27 ноября  | 27 декабря   |                          |
| 6-й год Энтё (Земляная Крыса)       | 1-я луна*      | 2-я луна   | 3-я луна* | 4-я луна* | 5-я луна*              | 6-я луна               | 7-я луна*  | 8-я луна    | 8-я луна (високосная) | 9-я луна*  | 10-я луна  | 11-я луна    | 12-я луна                |
| Юлианский календарь                 | 26 января 928  | 24 февраля | 25 марта  | 23 апреля | 22 мая                 | 20 июня                | 20 июля    | 18 августа  | 17 сентября           | 17 октября | 15 ноября  | 15 декабря   | 14 января 929            |
| 7-й год Энтё (Земляной Бык)         | 1-я луна*      | 2-я луна   | 3-я луна* | 4-я луна* | 5-я луна*              | 6-я луна               | 7-я луна*  | 8-я луна    | 9-я луна*             | 10-я луна  | 11-я луна  | 12-я луна    |                          |
| Юлианский календарь                 | 13 февраля 929 | 14 марта   | 13 апреля | 12 мая    | 10 июня                | 9 июля                 | 8 августа  | 6 сентября  | 6 октября             | 4 ноября   | 4 декабря  | 3 января 930 |                          |
| 8-й год Энтё (Металлический Тигр)   | 1-я луна*      | 2-я луна   | 3-я луна* | 4-я луна  | 5-я луна*              | 6-я луна*              | 7-я луна   | 8-я луна*   | 9-я луна              | 10-я луна* | 11-я луна  | 12-я луна    |                          |
| Юлианский календарь                 | 2 февраля 930  | 3 марта    | 2 апреля  | 1 мая     | 31 мая                 | 29 июня                | 28 июля    | 27 августа  | 25 сентября           | 25 октября | 23 ноября  | 23 декабря   |                          |
| 9-й год Энтё (Металлический Кролик) | 1-я луна*      | 2-я луна   | 3-я луна  | 4-я луна* | 5-я луна               | 5-я луна* (високосная) | 6-я луна*  | 7-я луна    | 8-я луна*             | 9-я луна   | 10-я луна* | 11-я луна    | 12-я луна*               |
| Юлианский календарь                 | 22 января 931  | 20 февраля | 22 марта  | 21 апреля | 20 мая                 | 19 июня                | 18 июля    | 16 августа  | 15 сентября           | 14 октября | 13 ноября  | 12 декабря   | 11 января 932            |

* звёздочкой отмечены короткие месяцы (луны) продолжительностью 29 дней. Остальные месяцы длятся 30 дней.